# Бургас (фрегат, 1832)
«Бургас» — вітрильний 60-гарматний фрегат Чорноморського флоту Російської імперії. Названий на честь захоплення російськими військами 12 липня 1829 року турецької фортеці Бургас.

## Історія
Закладений у Миколаєві 11 листопада 1831 року на приватній верфі О. О. Перовського, головний будівник — М. І. Суровцов. Один із шести 60-гарматних фрегатів типу «Тенедос», побудованих у Миколаєві під наглядом адмірала і військового губернатора міста О. С. Грейга. За розмірами і озброєнням вони не сильно поступалися 74-гарматним лінійним кораблям і іноді іменувалися 60-гарматними кораблями.
Після спуску на воду 7 листопада 1832 року увійшов до складу Чорноморського флоту Російської імперії.
Перебував у практичних плаваннях у Чорному морі в 1834—1837 роках. У квітні 1837 року брав участь у перекиданні 13-ї піхотної дивізії з Одеси до Севастополя. Під час Кавказької війни у складі ескадр віце-адмірала М. П. Лазарєва і контр-адмірала Ф. Г. Артюкова брав участь у створенні Кавказької укріпленої берегової лінії, висаджуючи десанти, що заснували укріплення в гирлах річок Сочі (13 квітня 1838 року під командуванням Артюкова), Субаші в Цемеській затоці (3 травня 1839 року і 12 вересня 1838 в ескадрі Лазарєва відповідно).
У 1840 році, маючи свій прапор на фрегаті «Бургас», з нього командував загоном суден Абхазької експедиції контр-адмірал П. М. Юр'єв. На цьому ж фрегаті мав свій прапор контр-адмірал М. М. Станюкович, який у 1837 році крейсирував біля абхазьких берегів на «Бургасі». З 8 по 11 жовтня 1841 року, у складі ескадри Станюковича, фрегат підтримував вогнем просування сухопутних військ під командуванням генерала Й. Р. Анрепа від Адлера до Сочі.
У 1842 році виведений зі списку флоту і переобладнаний в блокшив.

## Командири
- П. І. Балосогло (1833);
- П. Я. Синіцин (1834—1837[9]);
- К. О. Браліан (1837);
- В. О. Власьєв (1838—1841[1]).